# Michael Saur
Michael Saur (* 1967 in München) ist ein deutscher Schriftsteller.

## Leben
Michael Saur lernte Buchhändler und siedelte 1994 nach New York um. Von dort erstellte er Schriftstellerporträts von T.C. Boyle, Michael Cunningham, Maurice Sendak, Gary Paulsen, Paul Auster, Susanna Moore, Steven Millhauser, Richard Ford, Martin Amis, Toni Morrison, Will Self, Robert Schneider, Abraham Rodriguez jr, Louis Begley, Joseph O' Neill und anderen. Eine Auswahl erschien in seinem Buch Hintergrundrauschen (2001).
2002 kam der Roman Der Nilpferdreiter heraus. Der zweite Roman folgte 2007 mit dem Titel Der Schatten von nebenan. Ende 2009 erscheint ein neuer Roman. Weiter veröffentlichte Michael Saur ein Reisebuch über Kuba (2000) und gemeinsam mit seinem Vater Karl-Otto Saur jr ein Buch über seinen Großvater Karl-Otto Saur, der Nationalsozialist war und im Dritten Reich als Amtsleiter im Reichsministerium für Rüstung und Kriegsproduktion fungierte.
Saur hat in Berlin und New York Literatur bei der Dekonstruktivistin Avital Ronell studiert (MA).

## Bücher
- Das Leben war ein Pfeifen, Kubanische Fluchten. Picus Verlag, Wien 2000, ISBN 3-85452-734-9.
- Hintergrundrauschen. Zu Besuch bei amerikanischen Schriftstellern. Picus Verlag, Wien 2001, ISBN 3-85452-450-1.
- Der Nilpferdreiter. Picus Verlag, Wien 2002, ISBN 3-85452-459-5.
- Der Schatten von nebenan. Picus Verlag, Wien 2007, ISBN 978-3-85452-618-6.
- mit Karl-Otto Saur: Er stand in Hitlers Testament. Ein deutsches Familienerbe. Econ, Berlin 2007, ISBN 978-3-430-20026-4.
- I Want to Write like a Good Jazz Musician Interview mit Toni Morrison. In: Carolyn C. Denard (Hrsg.): Toni Morrison. Conversations. University of Mississippi Press, Mississippi 2008, ISBN 978-1-60473-018-0.
- Die Reise. In: Dorothea Löcker, Alexander Potyka (Hrsg.): Mordserfolg. Picus Verlag, Wien 2014, ISBN 978-3-7117-2014-6.